# Johnny Joestar
Johnny Joestar (ジョースター ジョニィ・?, Jōsutā Jonyi) è, assieme a Gyro Zeppeli, il protagonista del manga Steel Ball Run di Hirohiko Araki. È paraplegico ed è solito indossare un berretto con un fregio metallico a forma di ferro di cavallo giallo.

## Origini
Nato da una famiglia di fantini, Johnny Joestar, conosciuto anche come "Joe Kid" o "JoJo", era una star esordiente dell'ippica. È cresciuto in un'atmosfera familiare molto tesa, con un fratello maggiore morto in un incidente a cavallo di cui si sente responsabile (il cavallo fu spaventato, secondo lui, dal topolino che liberò nel bosco nei dintorni, dopo che il padre gli ordinò di sopprimerlo) ed un padre che, durante una lite violenta, urlò che era sopravvissuto il figlio sbagliato. Un giorno, davanti ad una lunghissima fila per un teatro, fu convinto dalla ragazza che lo accompagnava (facendo leva sulla sua arroganza) a passare avanti senza rispettare chi era davanti a lui. Trattò malissimo un ragazzo che era in fila da una notte intera, che a sua volta reagì con un colpo di rivoltella. Quando si risvegliò era paralizzato dalla vita in giù, venne ricoverato in un ospedale di qualità infima in cui subì maltrattamenti, si rese conto di aver perso tutti gli amici e il rispetto acquisiti durante il periodo di fama.

## La storia

### Steel Ball Run
Johnny decide di partecipare all'evento Steel Ball Run quando, a contatto con una delle sfere di ferro di Gyro Zeppeli, le sue gambe reagirono muovendosi. Vedendo in questo una speranza per curare la sua condizione, ha intenzione di non perderlo di vista. Sceglie come cavalcatura Slow Dancer, un appaloosa anziano e testardo, ma dotato di grande esperienza nelle corse.
Dopo il primo stage della corsa (si aggiudica il quinto posto), Gyro gli propone un patto di collaborazione per arrivare primo e secondo, a patto che il primo posto spetti a Gyro Da allora avanzano insieme.
Johnny viene introdotto alla disciplina della Rotazione da Gyro durante il tragitto, ma imparerà a padroneggiarla sotto forma di stand (Tusk) durante lo scontro con la famiglia Boom Boom, che li ha accidentalmente portati nel Palmo della Mano del Demonio: se ne accorgerà solo alcuni giorni più tardi, ma è lì che un braccio sinistro mummificato nascosto da quelle parti lo trova e si fonde con la sua mano. Più tardi, un'entità non ancora identificata esce dalla sua mano e imprime sul braccio una scritta in latino: movere crus (muovere le gambe).
Rendendosi conto della natura sovrannaturale del resto umano, il pensiero della reliquia completa diventa per lui una vera e propria ossessione: il messaggio è in realtà un indizio per la posizione della prossima parte, nel percorso del terzo stage. Nel frattempo arriva secondo alla fine del secondo stage. Dopo lo scontro col presidente Funny Valentine e il ricomponimento della reliquia, Johnny lascia l'America portando con sé il corpo dell'amico Gyro morto durante lo scontro, per riportarlo nella sua patria.

### Jojolion
In questa serie viene rivelato che  dopo la corsa Johnny ha sposato Rina Higashikata da cui ha avuto un figlio di nome George. Per salvare la moglie da una malattia, Johnny ruba la reliquia, spostando la strana patologia però verso il figlio George. Johnny quindi utilizza per l'ultima volta il suo Stand, sparando al figlio e poi a se stesso venendo quindi infettato. Mentre cavalcava, cadde da cavallo e la sua testa venne schiacciata da un masso. La malattia che colpì sua moglie era quella che, come raccontato da Norisuke Higashikata IV, colpisce all'età adolescenziale ogni primogenito della famiglia Higashikata.

## Poteri ed abilità
Johnny è un abilissimo fantino, conosciuto in passato con l'appellativo di "Genio della Sella". Nonostante la paralisi agli arti inferiori ha mantenuto pressoché inalterata questa sua abilità. Nel Palmo della Mano del Demonio, ottiene il suo stand, Tusk, che possiede quattro evoluzioni: 
Tusk Act 1È la prima materializzazione del potere di Johnny. Si presenta sotto forma di buffo animaletto rosa, il quale esce dal suo braccio dopo aver inglobato il braccio della reliquia. Permette a Johnny di usare le unghie come proiettili da poter sparare.
Tusk Act 2Si manifesta la prima volta nel combattimento contro Sandman, sotto forma di piccolo androide volante, dopo aver compreso il segreto del Rettangolo Aureo. Permette a Johnny di far girare l'unghia sull'asse del dito e di controllarne i movimenti una volta sparata.
Tusk Act 3Viene usato la prima volta contro Axl Rose e il suo stand Civil War. È molto simile fisicamente a Tusk Act 2, in cui differenzia solo per le gambe e le dimensioni. Permette di usare i buchi creati dalle unghie come portale con cui teletrasportare arti o oggetti.
Tusk Act 4L'ultima trasformazione di Tusk. Si presenta come uno stand umanoide, con un design che ricorda le precedenti evoluzioni. È dotato di grande forza e velocità. Il suo potere consiste nella spirale che supera il muro dimensionale, infatti chi viene colpito viene condannato ad una morte sicura (non solo fisica, ma anche, presumibilmente, spirituale), in quanto ogni sua cellula viene fatta roteare. Si manifesta nello scontro finale contro Funny Valentine, grazie alla rotazione aurea causata da un calcio del cavallo Slow Dancer dopo averlo colpito con una sfera rotante di Gyro nel muscolo della gamba.
Durante lo scontro con Ringo Roadagain, questi ha affermato che Johnny possiede una volontà nera come la notte, vale a dire una determinazione tale da consentirgli anche di uccidere l'avversario se questo fosse necessario.